# Holsby brunn (hälsokälla)
Holsby brunn var en svensk brunnsort söder om tätorten Holsbybrunn i Alseda socken i Vetlanda kommun. 
En hälsokälla med järnhaltigt vatten hittades i Alseda socken på 1760-talet. Prover skickades 1770 av sockenprästen till samfundet Collegium Medicum i Stockholm, som svarade positivt, varefter byalaget påbörjade en brunnsverksamhet och byggde ett enkelt badhus 1772. 
Åren 1852–1883 ägdes rörelsen av släkten Ashan, som också var ägare till gruvorna Kleva och Ädelfors. Handlaren Johan Rudin (född 1833) från Eksjö tog över brunnen 1883 och expanderade den. Han lät modernisera badhuset och byggde Villa Solhult. År 1886 invigdes järnvägen mellan Sävsjö och Vetlanda, varifrån hästskjuts fick anlitas omkring tio kilometer till hälsobrunnen. Detta ledde till ett uppsving. 
År 1905 tog Johan Rudins svärson Albert Hansson över och drev brunnsanstalten till 1957. Han lät uppföra nya byggnader. Badhuset brann ner 1925, varefter ett nytt och större uppfördes. Holsbybrunn fick också en egen järnvägsstation på linjen Vetlanda–Målilla, som invigdes 1906. Under slutet av andra världskriget låg brunnsverksamheten ner en period, då anläggningen användas som förläggning för flyktingar från Baltikum samt 150 judiska flyktingar från Tyskland.
Albert Hanssons son Hans Hansson tog över verksamheten 1957 och drev verksamhet fram till 1973. Restaurangen brann ner 1965, varefter Holsby brunn fortsatte drivas som pensionat. Restaurangen flyttade in i det tidigare badhuset. Anläggningen köptes 1973 av det internationella bibelsällskapet Fackelbärarna, som driver en bibelskola på engelska samt lägerverksamhet där.